# Koronkowa Jean
Koronkowa Jean (ang. Pearlin Jean) – fikcyjna postać kobieca, duch znany ze szkockich legend.
Była to młoda kobieta z głową i ramionami zalanymi krwią, która miała się ukazywać na dworze Allanbank w Erdom, w pobliżu Berwick-upon-Tweed. Stanowiła widmo młodej kobiety francuskiego pochodzenia, którą porzucił kochanek - sir Robert Stuart z Allanbanku (1643–1707). Ten, nie zważając na jej miłosne błagania, ruszył nagle swoją karetą i przejechał zrozpaczoną Jean. Osoby, które deklarowały, że widziały ducha Jean, nie miały wątpliwości, że chodzi właśnie o nią, gdyż ubrana była tak, jak Jean zwykle, za życia. Dotyczyło to zwłaszcza wykwintnych koronek, jakie lubiła nosić. Niektóre z podań mówią o tym, że duch ukazuje się jedynie szeleszcząc tymi koronkami, bez materializowania swojej postaci.